# House of GAAP
Das House of GAAP (deutsch: Haus der Allgemein anerkannten Rechnungslegungsgrundsätze) ist ein Konzept der US-amerikanischen Rechnungslegung zur Festlegung der Rangfolge der verschiedenen US-GAAP. Es hat durch die Einführung der Accounting Standard Codification des Financial Accounting Standards Board (FASB) seine Relevanz verloren. Die US-GAAP sind US-amerikanische Rechnungslegungsvorschriften und allgemein anerkannte Verfahrensweisen der Rechnungslegung. Diese wurden nicht durch ein einheitliches Regelwerk geregelt, sondern sind seit 1930 durch zahlreiche autorisierte Standards, Interpretationen und Stellungnahmen verschiedener Gremien konkretisiert worden.
Das House of GAAP legte durch Einteilung der Standards, Interpretationen, Stellungnahmen und anderen Formen der US-GAAP in Ebenen eine Rangfolge der jeweiligen Verlautbarungen und gebräuchlichen Verfahrensweisen fest. Das House of GAAP gliedert sich in eine Verpflichtungsebene, eine Empfehlungsebene, eine Praxis Ebene und eine Theorieebene. Der Name House of GAAP zieht eine Parallele zwischen den Ebenen und den Etagen eines Hauses.
Das FASB ist seit 1973 von der Securities and Exchange Commission (SEC), die US-amerikanische Aufsichtsbehörde für das Wertpapier und Börsenwesen, und dem American Institute of Certified Public Accountants (AICPA) zur Festlegung von US-GAAP anerkannt. Im Jahr 2009 wurden die Standards, Interpretationen und Stellungnahmen, die das FASB für relevant erachtete, systematisiert und in der Accounting Standard Codification zusammengefasst. Das FASB unterscheidet jetzt nur noch zwischen von ihm autorisierten GAAP und von ihm nicht autorisiertem GAAP.  Damit ist der Zweck des House of GAAP überflüssig geworden.